# شبيشة (طراح)
شبيشة (بالفارسية: شبیشه) هي قرية تقع في إيران في قسم طراح الريفي. يقدر عدد سكانها بـ 2,672 نسمة .